# Friedrich Veiel
Friedrich Veiel (* 29. April 1866 in Calw, Nordschwarzwald; † 22. September 1950 in Heidenheim) war ein deutscher evangelisch-pietistischer Geistlicher, Missionar, Inspektor und Leiter der Pilgermission St. Chrischona (heute: Chrischona International) von 1909 bis 1947.

## Leben
Veiel wuchs als ältestes von drei Kindern in Calw im nördlichen Schwarzwald auf. Sein Vater starb, als er neun Jahre alt war, seine Mutter nur drei Jahre später. Zuerst kümmerte sich eine Tante um die Waisenkinder, dann die Frau des Missionars Hermann Gundert. Er besuchte die Sonntagsschule beim zurückgekehrten Indienmissionar Johannes Hesse, übernahm dessen Begeisterung und wollte auch Missionar werden. 1880–1883 lernte er Uhrmacher, danach war er 1883 Geselle in Herrenberg, 1884 in Ludwigsburg und 1885 Biberach. 1886–1891 absolvierte er die evangelische Missionsschule der Pilgermission auf St. Chrischona in Bettingen bei Basel. 1887 war er Soldat beim 1. Badischen Leibgrenadier-Regiment 109. 
1891 wurde Veiel Stadtmissionar und Prediger in Frankfurt am Main. 1900 heiratete er Emmy Rappard, die Tochter des damaligen Chrischona-Inspektors Carl Heinrich Rappard und dessen Frau Dora Rappard. Seine Frau und er leiteten danach zusammen das Gästehaus, das Bibel- und Erholungshaus Zu den Bergen auf St. Chrischona. Sie hatten zusammen ein Kind.
1909, als Carl Heinrich Rappard starb, wurde Veiel vom Komitee die Leitung des Werks übertragen, und er wurde auch zum Inspektor berufen. Er hatte mit unterschiedlichen Herausforderungen zu kämpfen: Der Erste Weltkrieg reduzierte die Zahl der Missionsschüler auf St. Chrischona sehr, und die anschließende Inflation erhöhte zusätzlich die finanziellen Defizite der Schule, die erst nach und nach abgetragen werden konnten. In seiner Ära entstanden ab 1913 im Elsass in Frankreich neue Chrischona-Gemeinden. Außerdem unterstützte er die Gründung des Brunnen-Verlags in Gießen und Basel. 1925 ließ er das Diakonissen-Mutterhaus St. Chrischona einrichten, in das danach viele junge Frauen eintraten und Diakonissinnen wurden. Ebenso konnte er viele junge Männer in die Missions- und Predigerschule aufnehmen; insgesamt waren es 2.238 Brüder, wie sie damals genannt wurden. Mit 71 Jahren trat er 1947 von seinem Amt zurück. Er verbrachte seinen Ruhestand im deutschen Heidenheim, wo er 1950 verstarb.